# Аверков Павло Петрович
Павло́ Петро́вич Аве́рков (25 червня 1924, Тула — 8 лютого 1986, Київ) — український радянський художник скла; член Спілки радянських художників України.

## Життєпис
Народився 25 червня 1924 року в місті Тулі (тепер Російська Федерація). Брав участь у німецько-радянській війні. У 1948—1952 роках навчався в Московському інституті ужиткового та декоративного мистецтва (викладачі Олександр Дейнека, Микола Денисовський, Борис Смирнов, Федір Антонов, Борис Іорданський), у 1952—1954 роках — у Ленінградському вищому художньо-промисловому училищі імені Віри Мухіної . Дипломна робота — «Радянський спорт». Член ВКП(б) з 1950 року.
Працював на Київському заводі художнього скла. Нагороджений орденом «Знак Пошани». Мешкав у Києві, в будинку на проспекті 40-річчя Жовтня, № 94/96, корпус ІІ, квартира № 6. Помер у Києві 8 лютого 1986 року.

## Творчість
Працював в галузі декоративно-прикладного мистецтва (художня обробка скла). Серед робіт:
- прибори для води, вина, келихи;

вази
- «Катерина» (1954);
- «Український танець» (1955);
- «Спіраль» (1957);
- «Каштани» (1960);
- «Соняшник» (1960);
- «ХХІІ з'їзд КПРС» (1961, Державний центральний музей сучасної історії Росії);
- «Радянська Україна» (1967);
- «Київ» (1967);

блюда
- «Надія» (1963);
- «Партизанка» (1965);
- «1917 рік» (1967);
- «1967 рік» (1967).

На шевченківські теми виконав декоративні тарілки:
- тарілка з портретом Шевченка (1961, кольоровий кришталь, алмазна грань);
- «Наймичка» (1961, кришталь, алмазна грань);
- «Катерина» (1964, скло, алмазна грань);
- «Утоплена» (1964, кришталь, алмазна грань).

Брав участь у всеукраїнських і всесоюзних виставках з 1957 року та закордонних, зокрема у Канаді у 1955 році, Чехословаччині у 1956 році, Всесвітній виставці в Брюсселі у 1958 році («Велика бронзова медаль»), Франції і США у 1959 році.
Крім вище згаданого музею твори художника зберігаються у Національному музеї українського народного декоративного мистецтва і Національному музеї історії України у Києві, Харківському художньому музеї.